# Cloud Cluster
Als Cloud Cluster (deutsch Wolken-Anhäufung) bezeichnet man große Gewitter- und Schauergebiete, die konvektive Zellen enthalten. Sie sind ein typisches Phänomen der Innertropischen Konvergenzzone (ITCZ) und spielen unter anderem auch eine große Rolle im Energiehaushalt der Atmosphäre der Erde.
Unter günstigen Bedingungen können dabei einzelne Gewitterzellen zu großen Herden zusammenwachsen, die eine enorme Größe mit einer horizontalen Erstreckung von bis zu 1.000 Kilometern erreichen können. So sind Cloud Cluster in den feuchten inneren tropischen Zonen nahezu täglich sichtbar. In den Gewittertürmen wird dabei sehr viel Wärme in die Troposphäre transportiert. Diese wird dort bei der Bildung von Wolken wieder freigesetzt. Die Wolken-Anhäufungen können dabei bis zu einer Höhe von 18 Kilometern aufsteigen. Die Cloud Cluster können sich so als wandernde Schlechtwetterzellen durch beständiges Zuströmen feuchter und warmer Luft einige Tage halten und bringen dabei heftige Niederschläge und Abkühlung.